# Hyménée (film)
Pour les articles homonymes, voir Hyménée.
Pour plus de détails, voir Fiche technique et Distribution.
Hyménée est un film français réalisé et produit par Émile Couzinet, sorti en 1947.

## Synopsis
Bien que marié et père de famille, Pierre (Maurice Escande) est amoureux de sa belle-sœur Marianne (Colette Richard), alors qu'il est aimé par sa cousine Agnès (Gaby Morlay), une vieille fille infirme. Marianne l'aime en retour, mais elle préfère épouser Rémy qui est libre. En définitive, Agnès laisse Pierre à sa femme et à leurs trois enfants. La morale est sauve…

## Fiche technique
- Titre : Hyménée
- Réalisation : Émile Couzinet
- Scénario : Émile Couzinet sous le nom de Robert Eyquem, adapté de la pièce éponyme d'Édouard Bourdet.
- Décor : Serge Renetteau
- Photographie : Scarciafico Hugo
- Montage : Émile Couzinet
- Musique : René Sylviano
- Tournage : studios de la Côte d'Argent à Bordeaux[1]
- Production : Émile Couzinet, Burgus Films
- Pays :  France
- Format :  Noir et blanc - 1,37:1 - 35 mm - Son mono
- Genre : Comédie dramatique
- Durée : 95 minutes
- Date de sortie : France : 7 mai 1947[2]
- Numéro de visa : 4277

## Distribution
- Gaby Morlay : Agnès d'Aubarède
- Maurice Escande : Pierre Vairon
- Pierre Magnier : le général
- Colette Richard : Marianne
- Bernard Lancret : Rémy
- Alice Field : Juliette
- Gabrielle Robinne : Mme d'Aubarède
- Marthe Marsans : Mme Vairon
- Monette Pascale